# Folytassa, Jack!
Folytassa, Jack!, eredeti címe Carry On Jack vagy Carry on Venus, 1963-ben gyártott és 1964-ben bemutatott brit (angol) színes filmvígjáték, a brit flottáról szóló történelmi filmek paródiája, a Gerald Thomas által rendezett Folytassa… filmsorozat nyolcadik darabja. 
Főszereplői a sorozat későbbi rendszeres sztárjai közül Kenneth Williams, Charles Hawtrey, Bernard Cribbins, Peter Gilmore és Jim Dale, az alkalmi szereplők közül megjelenik Juliet Mills, Donald Houston, Cecil Parker és Percy Herbert. Ez a második színes technikával készített Folytassa-film (mind az ezt megelőző, mind az ezt követő folytatás fekete-fehérben készült). Ez az első Folytassa-film, melynek cselekménye nem a kortárs világban, hanem történelmi, kosztümös környezetben játszódik. Címét némi huzavona után választották ki, eredetileg a Folytassa-sorozattól függetlenül, Up the Armada címen tervezték gyártani. Később Carry On Venus lett (a történetben szereplő fregatt nevéről), majd a Carry On Jack (a hadiflották zászlajának angol nevéből), és a sorozathoz tartozó filmként mutatták be. Talbot Rothwell a forgatókönyvet Cecil Scott Forester (1899–1966) Midshipman Hornblower (magyarul „Őfelsége kapitánya”) történetei alapján állította össze.

## Cselekmény

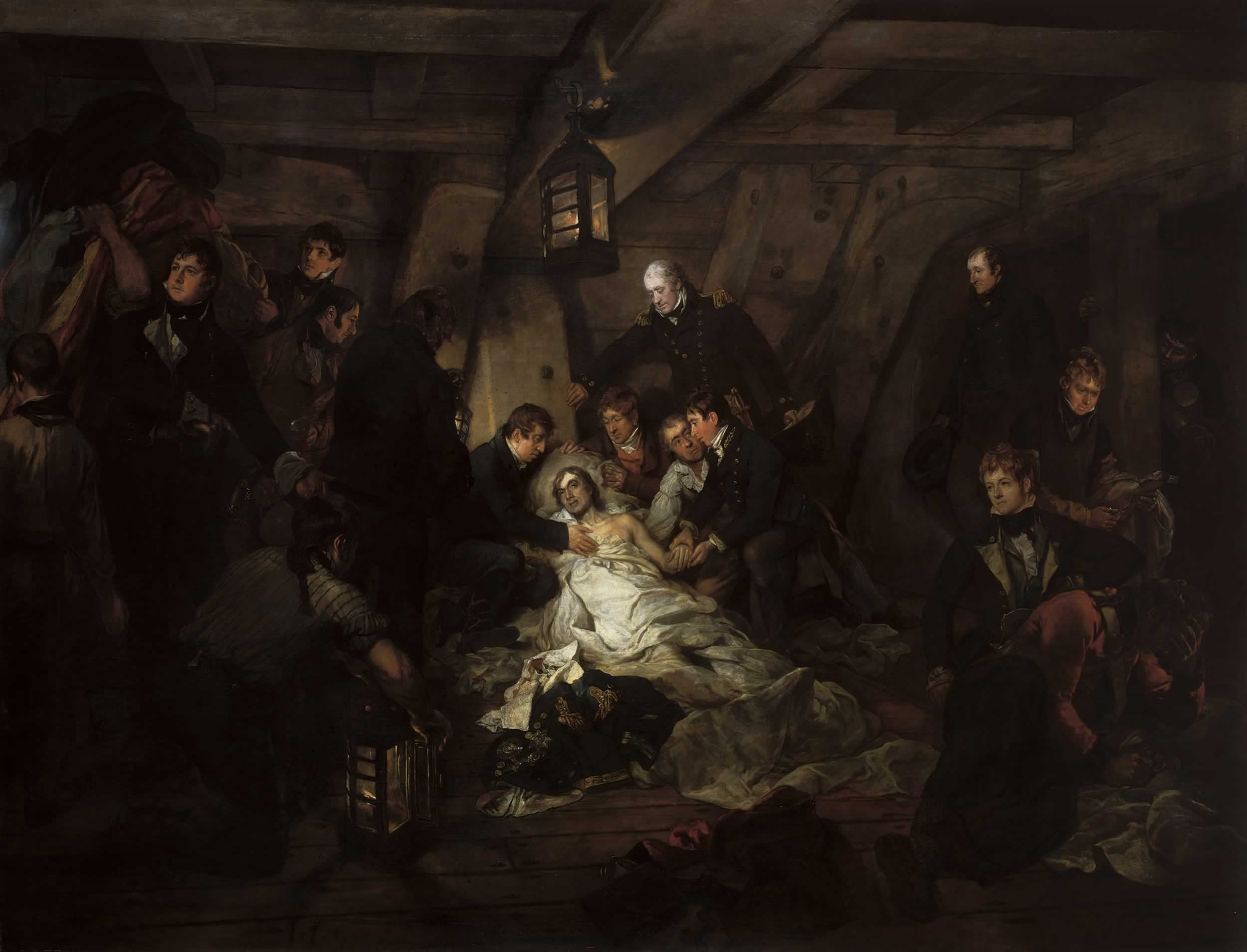
A film nyitóképe: Nelson halála, Arthur William Devis festménye (1807)

A történet 1805-ben, a harmadik koalíciós háború, a brit–francia–spanyol tengeri háború idején játszódik. A nyitó képben a trafalgari csatában, a HMS Victory fedélzetén halálos sebet kapott Horatio Nelson utolsó perceit látjuk, Arthur William Devis történelmi festményét, amely élőképbe megy át, mint az eredeti festmény persziflázsa. Nelson utolsó szavai szerint a Brit Királyi Hadiflottának több hajóra és több emberre van szüksége. Ezzel indul a cselekmény. A flottánál káderhiány van, oda nem illő emberek is kinevezést kapnak. A „félelemnélküli” Párduc kapitány (eredetileg „Captain Fearless”) egy nyugodt íróasztali állásról álmodik, ehelyett kinevezik a Őfelsége Vénusz nevű fregattjának parancsnokává.
Ugyanerre a hajóra vezénylik Albert Bum-Fordi (eredetileg „Poop-Decker”) tengerészkadétot (Bernard Cribbins), aki elégtelen iskolai eredményei ellenére kapja meg a kinevezést, a nagy emberhiány miatt. A kikötőbe érve azonban betér egy rossz hírű kocsmába, ahol a szép Sally (Juliet Mills) elcsábítja, leüti, egyenruháját és papírjait elveszi, és ő maga lép a helyére, mert elhurcolt kedvesét, Tommyt akarja megtalálni. A kocsmában megjelennek a haditengerészet „toborzói”, a Vénusz elsőtisztjének és fedélzetmesterének, Mr. Kellemnek és Mr. Jellemnek (eredetileg Mr. Howett és Mr. Angel) vezetésével. Mesterkedéssel és erőszakkal elrabolják a kocsmában talált Walter Bejgli csatornatisztítót (eredetileg Mr. Sweetley, Charles Hawtrey), aztán a női ruhában tévelygő Bum-Fordit is. A Vénusz fregatt fedélzetére viszik őket, ahol egyszerű matrózként kényszerülnek dolgozni. Bum-Fordi hiába hangoztatja személyazonosságát, mivel Sallyt tartják az igazi Bum-Fordi kadétnak, aki az ő ruhájában és papírjaival érkezett a hajóra, és senki sem veszi észre, hogy ő valójában lány. A nehéz sorsban Bum-Fordi egyetlen támogatója a vele együtt elrabolt és dolgoztatott Mr. Bejgli.
A tisztek és a legénység hamarosan átlátja, hogy a „félelemnélküli” Párduc kapitány minden fegyveres konfliktust igyekszik messziről elkerülni. Mivel ez a legénységet megfosztja a dicsőség és zsákmány esélyétől, lázadás formálódik ellene. Mr. Kellem és Mr. Jellem egy hamis támadást megrendezve ráveszik a megtévesztett kapitányt, hogy Bum-Fordival, Bejglivel és a hamis Bum-Fordival (Sallyvel) együtt mentőcsónakba szállva elhagyják a hajót. Közben Párduc kapitány lábába szálka fúródik, a seb elmérgesedik. Mr. Kellem elsőtiszt parancsnokága alatt a Vénusz a dél-spanyolországi Cádizba hajózik, ahol az egész legénység partra száll. Rajtaütnek a kikötőparancsnokságon, fogságba ejtik a spanyol kormányzót. Megfenyegetik, hogy a Vénusz ágyúi rommá lövik a várost. Cádiz és a spanyol flotta kapitulációját követelik a kormányzótól.
Közben a csónak utasai, viszontagságos sodródás után szintén Cádiz közelében érnek partot, bár Párduc kapitány erősködik, hogy Anglia közelébe, Le Havre-ba navigálta őket. Mivel Franciaország is ellenséges terület, helyi parasztoktól lopott ruhába bújnak és ők is eljutnak a „Le Havre”-nak hitt kikötőbe, ahol meglátják a magára hagyott Vénuszt. Bum-Fordiék azt hiszik, a hajót a franciák fogták el, ezért elhatározzák, hogy visszaszerzik. A hajón egy lelket sem találnak, gyorsan kihajóznak, közben egy ágyúlövést leadnak a város felé. Az ágyúgolyó éppen a kormányzó irodájába talál be, kiüti Mr. Kellemet. A spanyolok elfogják a Vénuszról partra szállt egész társaságot.
Bum-Fordiék a Vénusszal hazafelé igyekeznek, közben a térképről rájönnek, hogy nem Le Havre-ból, hanem Cádizból indultak el, tehát még nagyon messze vannak Angliától. Bum-Fordi és Sally egymásba szeretnek. Párduc kapitány meglátja, hogy csókolóznak, mély erkölcsi felháborodással maga elé citálja őket, ekkor végre kiderül, hogy Bum-Fordi az igazi kadét, Sally pedig nem fiú, hanem lány. 
A Vénuszt kalózok támadják meg és foglalják el. A félszemű Patch kalózkapitányban (Peter Gilmore) Sally felismeri régi szerelmét, Tommyt, aki rögtön ölelgetni kezdi, de Sally már nem őt akarja. A mérges Patch kapitány ki akarja végeztetni foglyait, de Bum-Fordiék fellázadnak, a csetepatéban négyen leküzdik és bezárják a kalózokat. A Vénusszal elindulnak Anglia felé. Cádizban a spanyol kormányzó is ki akarja végeztetni a Vénusz elfogott tisztjeit és legénységét, de ők leverik a spanyol helyőrséget, és elfoglalják az Anglia elfoglalására készülő öt spanyol hadihajót. A zsákmányolt Armadával ők is hazaindulnak Anglia felé.
A Vénusz fedélzetén közben válságosra fordul Párduc kapitány állapota, lába üszkösödik, le kell vágni. Bejgli vizet forral, az otthagyott tűz észrevétlenül meggyújtja a kötélzetet. Mind a négyen lemennek a fedélközbe, Bum-Fordi viszolyogva bár, de elvégzi az amputációt. Miközben odalent dolgoznak, az irányítás nélkül maradt hajó belefut az öt spanyol hadihajóba, amelyet a Vénusz lázadói vezetnek. A Vénuszon terjedő tűz miatt a Cádiz óta betöltve álló hajóágyúk sorra elsülnek, és elsüllyesztik a spanyol hajókat, a lázadók a vízbe ugrálnak. Angliában nagy győzelmet ünnepelnek, egyetlen angol hajó megsemmisítette az egész spanyol inváziós flottát. Az Admiralitás kitünteti a négy hőst: London díszpolgárai lesznek, évi 7 shilling és 3 penny évjáradékot kapnak. Bum-Fordi és Bejgli tiszteletbeli kapitányi rangot kap, Bum-Fordi feleségül veszi Sallyt. Párduc kapitány régi vágya teljesül, örökös irodai állást kap új íróasztallal, mert régi asztalának lábát most saját falábaként használja.

## Szereposztás
| Szerep                                          | Színész           | Magyar hangja (1. szinkron) | Magyar hangja (2. szinkron) |
| ----------------------------------------------- | ----------------- | --------------------------- | --------------------------- |
| Párduc kapitány (Captain Fearless)              | Kenneth Williams  | Gelley Kornél               | Tahi Tóth László            |
| Albert Bum-Fordi kadét (Midshipman Poop-Decker) | Bernard Cribbins  | Kautzky József              | Szersén Gyula               |
| Sally                                           | Juliet Mills      | Földi Teri                  | Földessy Margit             |
| Walter Bejgli (Walter Sweetley)                 | Charles Hawtrey   | Szuhay Balázs               | Gera Zoltán                 |
| Mr. Kellem elsőtiszt (Mr. Howett)               | Donald Houston    | Horváth Pál                 | Láng József                 |
| Mr. Jellem fedélzetmester (Mr. Angel)           | Percy Herbert     | Surányi Imre                | Dobránszky Zoltán           |
| Hordszékes szállító                             | Jim Dale          | Koncz Gábor                 | N/A                         |
| Don Luis, Cádiz kormányzója                     | Patrick Cargill   | Tomanek Nándor              | Izsóf Vilmos                |
| A Királyi Haditengerészet első lordja           | Cecil Parker      | N/A                         | Tyll Attila                 |
| Hook, kampókezű kalóz                           | Ed Devereaux      | Szabó Ottó                  | Buss Gyula                  |
| Patch kalózkapitány                             | Peter Gilmore     | Szabó Gyula                 | Kovács István               |
| Ned                                             | George Woodbridge | Képessy József              | N/A                         |

## Érdekességek
- Peter Gilmore-t az Az Onedin család c. tévésorozat tette világhírűvé, amelyben a szerepe hasonló, mint a Folytassa, Jack!-ben: egy hajóskapitányból lett hajózási társaság vezetőjét alakítja.[4] A sorozat egy kései évadjában még Ed Devereaux is feltűnik.[5]

## További információ
- Folytassa, Jack! a PORT.hu-n (magyarul)
- Folytassa, Jack! az Internetes Szinkronadatbázisban (magyarul)
- Folytassa, Jack! az Internet Movie Database-ben (angolul)
- Folytassa, Jack! a Box Office Mojón (angolul)

- Robert Ross. The Carry On Companion. London: B.T. Batsford (2002). ISBN 0-7134-8771-2
- Carry On Jack (1964). The Whippit Inn (thewhippitinn.com). [2021. február 28-i dátummal az eredetiből archiválva]. (Hozzáférés: 2021. február 25.)
- Carry On Jack (1964) (angol nyelven). Carry On Line (carryonline.com). [2021. február 14-i dátummal az eredetiből archiválva]. (Hozzáférés: 2021. február 25.)
- Carry On Jack, 1964 British comedy film (angol nyelven). British Comedy Guide (comedy.co.uk). (Hozzáférés: 2021. február 25.)
- Folytassa, Jack! (1964), teljes film magyar szinkronnal. videa.hu. (Hozzáférés: 2021. február 25.)